# Jean Discart
Jean Baptiste Discart, né à Modène le 5 octobre 1855 et mort à Paris le 1er janvier 1940, est un peintre et dessinateur d'origine austro-hongroise et italienne. Il travaille principalement en France et aux Pays-Bas, et en est venu à être identifié comme français. Outre des natures mortes, il a peint des tableaux orientalistes, ainsi que des portraits d'aristocrates néerlandais.

## Biographie

### Jeunesse
D’après son acte de naissance, Jean Baptiste Discart a été baptisé le 6 octobre 1855 à l’église San Domenico. Son père, Francesco Ferdinando Discart (Modène, 6 mars 1819 – Vienne, 27 juin 1893) travaillait à la cour de Francesco IV, duc de Modène. Il était marié avec Emilia Goldini (Livourne, 1819 – Modène, 23 août 1895). En 1855, Modène faisait partie de l’empire d’Autriche-Hongrie. En 1861, la région a été rattachée au royaume d’Italie.
Après avoir effectué sa scolarité au lycée de Modène, Jean baptiste Discart s’inscrit le 25 octobre 1869, à l’âge de 14 ans, à l’Académie des beaux-arts de Vienne. Il y aurait étudié jusqu’en 1880 / 1881, une longue période ; pas moins de vingt semestres marqués d’interruptions. Ses principaux maîtres à l’Académie furent le professeur Anselm Feuerbach (1829-1880) et le professeur Leopold Karl Müller (1834-1892). Dans les premières œuvres de Discart, l’influence de Anselm Feuerbach est évidente. Après le décès de Feuerbach, Discart se voit refuser, dans un premier temps, le droit de poursuivre ses études à l’Académie. Finalement, ce droit lui est accordé. Leopold Karl Müller appartenait à l’École autrichienne des Orientalistes. Discart a développé son propre style à partir de cet enseignement. De cette période à l’Académie, Jean Baptiste Discart gardera, sa vie durant, un réseau. Ses camarades d’études furent entre autres Ludwig Deutsch (Vienne, 1855 – Paris, 1930), Rudolf Ernst (Vienne, 1854 – Fontenay-aux-Roses, 1932), Johann Rudolf Weiss (1859-1930) et Karel de Merode (Modling, 1853 – Vienne, 1909), précocement décédé,.

### Jean Baptiste Discart à Paris et à Tanger
À partir de 1880-1881, Discart s’installe à Paris où il passe la plupart de son temps avec ses anciens camarades d’études Ludwig Deutsch et Rudolf Ernst qui y étaient déjà établis. Dans la capitale culturelle de l’époque, ils ne se sont pas seulement retrouvés mais ils se sont aussi mutuellement influencés. Discart, Deutsch et Ernst ont tous trois opté pour l’orientalisme.
Les peintures orientalistes sont signées Jean ou J.B. Discart. Certaines d’entre elles comportent une date. D’autres comportent un nom de lieu : Tanger ou Paris. Jean Baptiste Discart a peint ses premiers tableaux à Vienne. Ensuite, il s’est installé à Paris, alors capitale de la peinture. Il a probablement commencé à peindre des tableaux orientalistes à Tanger, au Maroc. Il n’est pas certain qu’il soit allé dans d’autres pays. Les tableaux orientalistes de Discart représentent la vie quotidienne à Tanger et au Maroc dans une période allant de 1880 à 1920. Ces tableaux mettent en scène les métiers, les usages et les traditions tels que Discart a pu les observer. Sur ses toiles, il a aussi fixé la vie des habitants, des berbères, des visages croisés dans la rue, des musiciens. Discart exprime ses thèmes orientalistes de manière réaliste. Il accorde beaucoup d’attention à l’éclairage, à l’utilisation des couleurs et à la composition. L’éclairage du tableau en particulier est parfois d’une telle finesse qu’il dépasse probablement la lumière réelle. Les tableaux signés J.B. Discart, Tanger ont probablement été peints là-bas. Un nombre limité de tableaux est signé J.B. Discart, Paris. On peut en déduire que Discart a peint ou a terminé un certain nombre de tableaux orientalistes à Paris, à partir de photos ou d’autres images et représentations. En raison de sa naissance à Modène (qui jusqu’en 1861 a fait partie de l’Autriche-Hongrie), de ses études à l’Académie des beaux-arts à Vienne et des liens d’amitié qu’il a entretenus tout au long de sa vie avec ses camarades étudiants viennois, Jean-Baptiste Discart est considéré comme appartenant à l’École orientaliste autrichienne.
En 1897, Discart a fait le portrait à Tanger, Maroc, de Siegfried Erbgraf zu Castell-Rudenhausen en uniforme autrichien. Cette personne travaillait pour le service diplomatique allemand au Maroc. Ce portrait signe le passage aux portraits néerlandais et autres. Discart a probablement peint des tableaux orientalistes jusqu’aux environs de 1920.

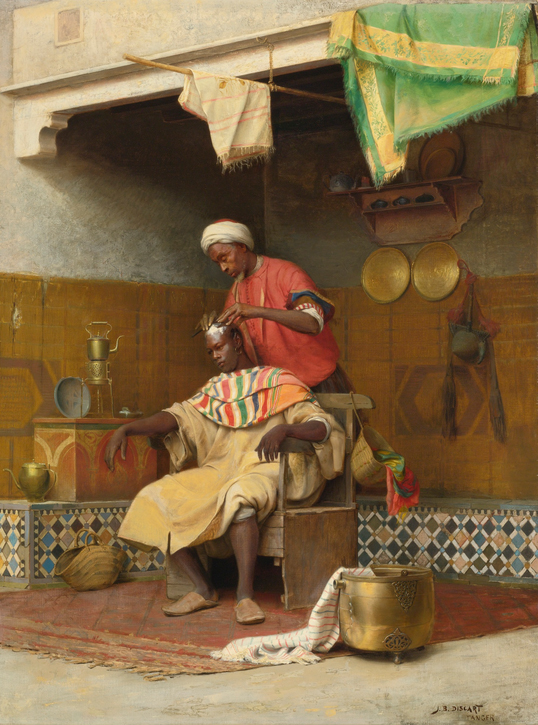
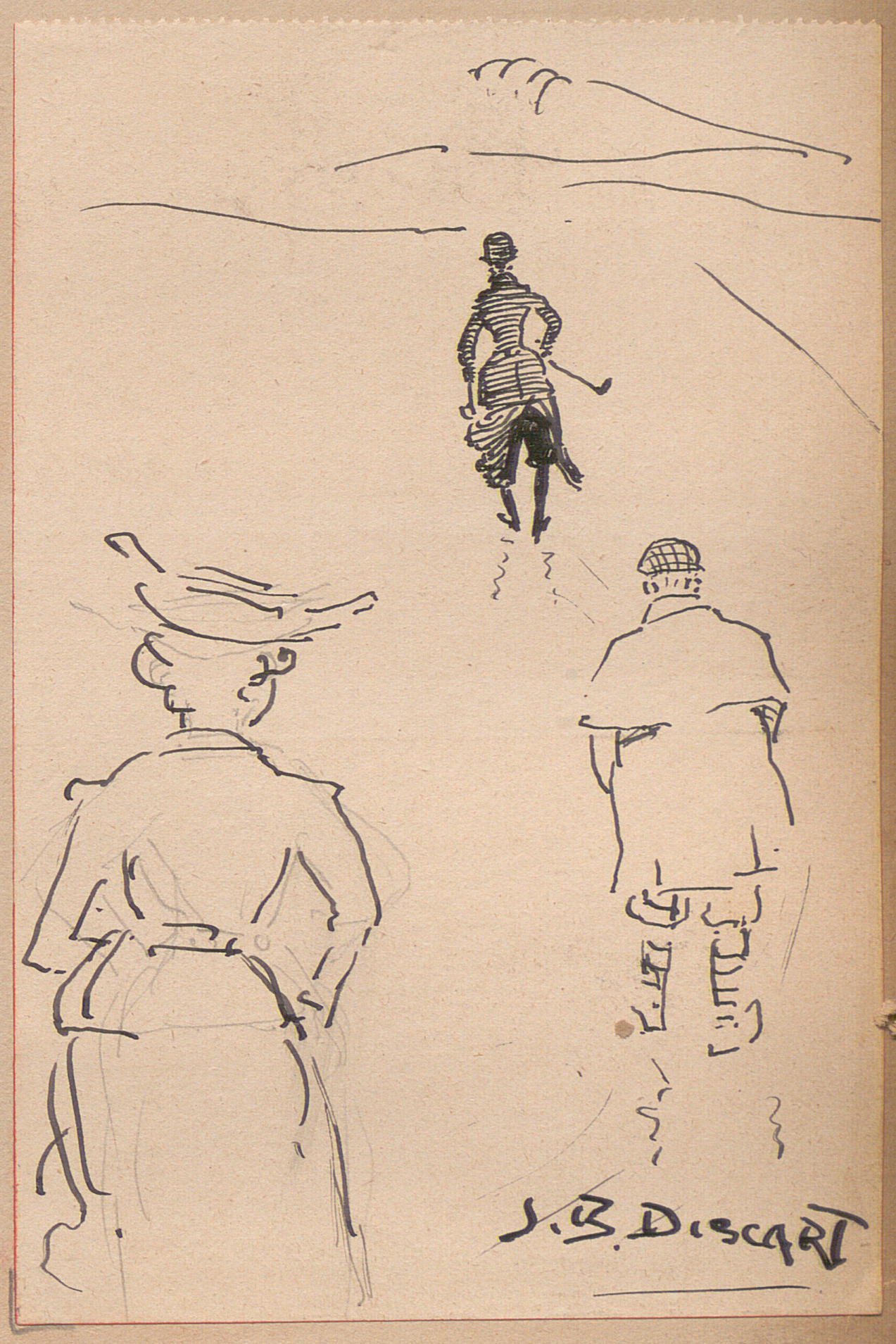
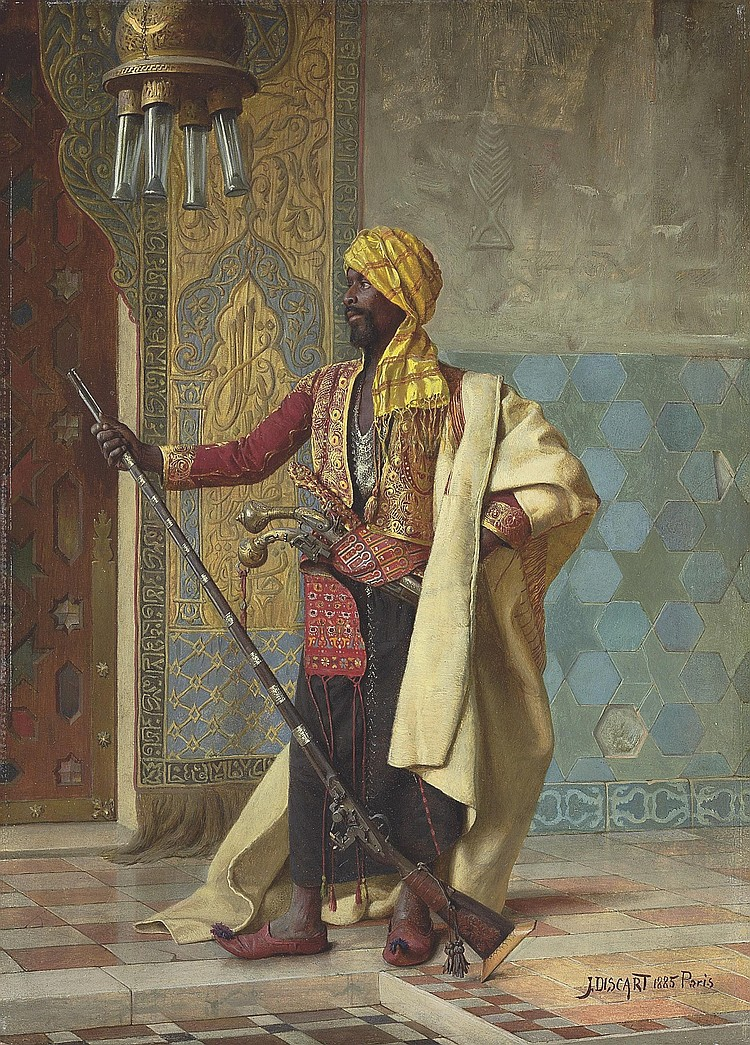

### Jean Baptiste Discart aux Pays-Bas
Aux environs de 1895, Discart a commencé à réaliser des portraits aux Pays-Bas. Le premier portrait qu’il a effectué était celui de la demoiselle Alwina Brantsen (1868-1957). En 1899, il a peint le portrait du père de celle-ci, puis en 1902 celui de sa fille  et en 1903 ceux de trois autres membres de la famille Brantsen. Par la suite, il a réalisé d’importantes séries de portraits, entre autres ceux des familles Van Lynden, Van Pallandt van Neerijen en Waardenburg, Huyssen van Kattendijke, Pauw van Wieldrecht, Van Limburg Stirum, Baud-Huydecoper, Van Hardenbroek-van Limburg Stirum, De Marchant et d’Ansembourg, Van Tuyl van Serooskerken van Vleuten, Groeninx van Zoelen, Ruyssenaers-van Spypesteyn, Gerritsen-Landry, Van Heemstra en van Heeckeren van Kell et celui d’une jeune-fille de Volendam en costume traditionnel. En 1909, Discart a fait un grand portrait du roi Albert Ier, à l ‘occasion de son accession au trône. Les membres des familles dont il a réalisé les portraits étaient souvent unis par des mariages. Un grand nombre d’entre eux occupait des fonctions à la cour du roi, dans l’administration ou dans le monde de l’art et de la culture. Discart et les membres des familles dont il a fait le portrait sont restés en contact pendant une dizaine d’années. Les derniers portraits connus de Discart sont les pastels de la famille Van Lynden réalisés en 1929 au Keukenhof à Lisse. Dans presque tous les cas, ces portraits sont restés la propriété de particuliers. Ils ne se trouvent ni dans les musées néerlandais ni dans d’autres musées. Le marché des portraits de la haute société néerlandaise était essentiellement entre les mains d’artistes néerlandais. Quelques peintres étrangers ont fait des portraits néerlandais comme Sir Philip de Laszlo (Budapest, 30 avril 1869 – Londres 22 novembre 1937) et Adolf Pirsch (Gradac, Slovénie – Graz, Autriche 28 avril 1929). Avec une cinquantaine de portraits néerlandais, J.B. Discart conquiert sa place. En comparaison avec les portraits d’autres peintres, l’œuvre de Discart se distingue par une certaine retenue et sobriété. Dans ses portraits comme dans ses tableaux orientalistes, le peintre témoigne d’une sensibilité et d’une implication vis-à-vis des personnes qu’il a représentées.
Jean Baptiste Discart meurt le 1er janvier 1940 à son domicile, au 197 de la rue de Vaugirard dans le 15e arrondissement de Paris où il a passé les dernières années de sa vie.